# Dan Alon
Dan Alon (en hebreo דן אלון) (Mandato británico de Palestina, 28 de marzo de 1945 - 31 de enero de 2018) fue un esgrimista israelí, especialista en la modalidad florete. 

## Biografía
Natural del Mandato británico de Palestina, compitió en los Juegos Olímpicos de Múnich, en 1972, con 27 años, en la categoría florete, dentro del esgrima olímpico. Llegó a ser cuarto en la primera ronda con tres victorias (derrotando a John Bouchier-Hayes de Irlanda, Arcangelo Pinelli de Italia y Klaus Reichert de Alemania Occidental) y dos derrotas, avanzando a segunda ronda. Allí, quedó quinto con dos victorias (derrotando a Omar Vergara de Argentina y František Koukal de Checoslovaquia) y tres derrotas, siendo finalmente eliminado.
Fue uno de los seis miembros del equipo israelí que evitaron ser capturados por los terroristas de Septiembre Negro en la masacre de Munich. Él y cuatro compañeros de equipo estaban en el apartamento 2 del edificio en Connollystraße 31, dentro de la villa olímpica, y mientras los terroristas capturaban a los residentes israelíes en los apartamentos cercanos 1 y 3, pasaron por este apartamento, presumiblemente inducidos a creer por uno de los israelíes secuestrados que este apartamento no estaba ocupado por israelíes. Los cinco residentes de dicho apartamento lograron salir del edificio por el jardín y huir a lugar seguro.
En 2012, Alon publicó un libro titulado Munich Memoir, junto a Carla Stockton, en el que relataba sus experiencias en dichos Juegos Olímpicos y cómo le impactó la masacre en su vida personal y profesional.
Alon murió de cáncer el 31 de enero de 2018, a los 72 años de edad.